# Back for the First Time
| Críticas profissionais                                                      | Críticas profissionais |
| Avaliações da crítica                                                       | Avaliações da crítica  |
| Fonte                                                                       | Avaliação              |
| --------------------------------------------------------------------------- | ---------------------- |
| Allmusic                                                                    | [ 1 ]                  |
| Entertainment Weekly                                                        | (B+)                   |
| NME                                                                         | (4/10)                 |
| RapReviews                                                                  | (7/10)                 |
| Robert Christgau                                                            | (neither)              |
| Rolling Stone                                                               | [ 6 ]                  |
| Sputnikmusic                                                                | [ 7 ]                  |
| Esta tabela precisa de ser acompanhada por texto em prosa. Consulte o guia. |                        |

Back for the First Time  é o primeiro álbum de estúdio de Ludacris. A maioria das faixas foram tiradas do seu outro álbum lançado independentemente, Incognegro. O álbum foi lançado em 17 de Outubro de 2000. Desde seu lançamento, estreou na quarta posição da Billboard 200 com 133.528 cópias vendidas na primeira semana, e foi certificado como platina tripla com mais de 3.1 milhões de cópias vendidas.

## Faixas
| #  | Título                                                  | Produtor(es)            | Duração |
| -- | ------------------------------------------------------- | ----------------------- | ------- |
| 1  | "You Got a Problem?"                                    | Bangladesh              | 4:55    |
| 2  | "Game Got Switched"                                     | Organized Noize         | 4:09    |
| 3  | "1st & 10" (Feat. I-20 & Fate Wilson)                   | Bangladesh              | 3:43    |
| 4  | "What's Your Fantasy" (Feat. Shawnna)                   | Bangladesh, Sessy Melia | 4:35    |
| 5  | "Come On Over" (skit)                                   |                         | 1:03    |
| 6  | "Hood Stuck"                                            | Ludacris                | 4:21    |
| 7  | "Get Off Me" (Feat. Pastor Troy)                        | Jermaine Dupri          | 2:45    |
| 8  | "Mouthing Off" (Feat. 4-Ize)                            | Ludacris                | 3:03    |
| 9  | "Stick 'Em Up" (Feat. UGK)                              | Bangladesh              | 5:05    |
| 10 | "Ho" (skit)                                             |                         | 0:42    |
| 11 | "Ho"                                                    | Bangladesh              | 2:50    |
| 12 | "Tickets Sold Out" (skit)                               |                         | 0:32    |
| 13 | "Catch Up" (Feat. I-20 & Fate Wilson)                   | Ludacris, Fate Wilson   | 4:14    |
| 14 | "Southern Hospitality" (Feat. Pharrell)                 | The Neptunes            | 5:00    |
| 15 | "What's Your Fantasy (Remix) (Feat. Trina & Foxy Brown) | Bangladesh              | 4:37    |
| 16 | "Phat Rabbit" (Feat. Timbaland)                         | Timbaland               | 5:00    |

## Samples
Phat Rabbit
- "Are You That Somebody?" de Aaliyah

1st & 10
- "How High" de Method Man and Redman
- "Where Did We Go Wrong" de Incognito

What's Your Fantasy
- "Face Down, A** Up" de Luke

## Paradas
| Parada (2000)                         | Posição topo |
| ------------------------------------- | ------------ |
| U.S. Billboard Top R&B/Hip-Hop Albums | 2            |
| U.S. Billboard 200                    | 4            |